# Aldo Ammazzalorso
Aldo Luigi Ammazzalorso (Belén de Escobar, 27 ottobre 1951) è un allenatore di calcio ed ex calciatore argentino naturalizzato italiano.

## Biografia
È nipote di Luis Monti.

## Carriera
Giocò nel Ferrocarril Oeste, partecipando al massimo campionato argentino. Era ala destra. Da allenatore iniziò guidando le giovanili del Pineto, passando ad allenare la prima squadra nel 1987, quando militava in Interregionale. Nel 1989-90, al primo anno sulla panchina della Vastese, conquistò la promozione in Serie C2; non confermato, passò al Sulmona e Santegidiese.
Nel 1993-1994 fu ingaggiato dal Teramo, con cui conquistò una nuova promozione in C2; nel 1994-1995 gli abruzzesi chiusero al settimo posto, nel 1995-1996 al nono. Nel 1996-1997 passò al Fano, con cui ottenne il nono posto; allenò ancora la Sambenedettese in D prima di venire assunto dall'Aquila neopromossa in C2: sesta nel 1998-1999, nel 1999-2000 salì in Serie C1 dai play-off.
Assunto dall'Avellino in Serie C. Si misero in luce con questa squadra Giuseppe Mascara, Michele Fini, Giovanni Ignoffo. Dopo la partecipazione ai play-off, Ammazzalorso e quattro giocatori irpini (tra cui Fini) vennero acquistati dal Catania di Riccardo Gaucci.
In Sicilia i risultati altalenanti gli costarono l'esonero alla sedicesima giornata; Ammazzalorso ripartì col Treviso in C1, conquistando promozione e Supercoppa di Lega di Serie C1. Esordì nei cadetti subentrando all'esonerato Loris Dominissini sulla panchina dell'Ascoli. Nel 2004-05 diresse per solamente sette gare la Salernitana; viene infatti esonerato dopo 3 sconfitte consecutive e la Salernitana all'ultimo posto in classifica con 3 punti.
L'11 ottobre 2006 fu chiamato a sostituire, a campionato cadetto in corso, l'esonerato Davide Ballardini al Pescara, impantanato in una difficile situazione di classifica ma venne esonerato. Fu ingaggiato il 17 settembre 2007 dalla Cavese. Si dimise nel mese di gennaio 2008. Nella stagione 2009-2010 guiderà la Santegidiese, squadra abruzzese, nel campionato di Serie D. Dopo l'esordio negativo, con la sconfitta in casa 5-3 subìta dal Chieti, infila 7 vittorie consecutive seguite da 2 pareggi nel girone F di Serie D, portando la squadra vibratiana in testa alla classifica con 23 punti in 10 giornate. Viene esonerato a fine febbraio dopo la sconfitta subita 4-0 a Canistro, lasciando la squadra al secondo posto a un punto dalla capolista L'Aquila.
Il 28 febbraio 2011 torna nel Teramo per sostituire l'esonerato Rinaldo Cifaldi. Dopo appena un mese, in cui i risultati di Ammazzalorso sono stati scarsi e peggiori del suo predecessore, ottenendo 2 punti in 5 partite, il 28 marzo è esonerato per lasciare il posto nuovamente a Rinaldo Cifaldi.
Nella stagione 2011-2012 è responsabile del settore giovanile del Pineto. Nel gennaio 2016 diventa allenatore della prima squadra del Pineto nel campionato di Eccellenza subentrando al dimissionario Giuseppe Donatelli. Dal 2020 è responsabile tecnico dell'Asd Virtus Scerne 2004

## Palmarès

### Competizioni nazionali
- Serie C1: 1

Treviso: 2002-2003 (girone A)
- Supercoppa di Lega di Serie C1: 1

Treviso: 2003
- Campionato Interregionale: 1

Pro Vasto: 1989-1990
- Campionato Nazionale Dilettanti: 1

Teramo: 1993-1994